# Chrysocharis occidentalis
Chrysocharis occidentalis är en stekelart som först beskrevs av Girault 1916.  Chrysocharis occidentalis ingår i släktet Chrysocharis och familjen finglanssteklar. Inga underarter finns listade i Catalogue of Life.